# Ngampelsari
Ngampelsari is een bestuurslaag in het regentschap Sidoarjo van de provincie Oost-Java, Indonesië. Ngampelsari telt 9935 inwoners (volkstelling 2010).